# Jerzy Dominik Rajecki
Jerzy Dominik Dunin Rajecki herbu Łabędź – podstoli dorpacki w latach 1648–1680.
Poseł sejmiku trockiego na sejm 1667 roku. Na sejmie 1667 roku wyznaczony z Koła Poselskiego komisarzem do zapłaty wojsku Wielkiego Księstwa Litewskiego. Poseł na sejm konwokacyjny 1668 roku z powiatu trockiego. Był członkiem konfederacji generalnej zawiązanej 5 listopada 1668 roku na tym sejmie.